# Ceanothus thyrsiflorus
Ceanothus thyrsiflorus är en brakvedsväxtart som beskrevs av Franz Gerhard Franciscus Gerardus Eschweiler. Ceanothus thyrsiflorus ingår i släktet Ceanothus och familjen brakvedsväxter. Inga underarter finns listade i Catalogue of Life.

## Bildgalleri

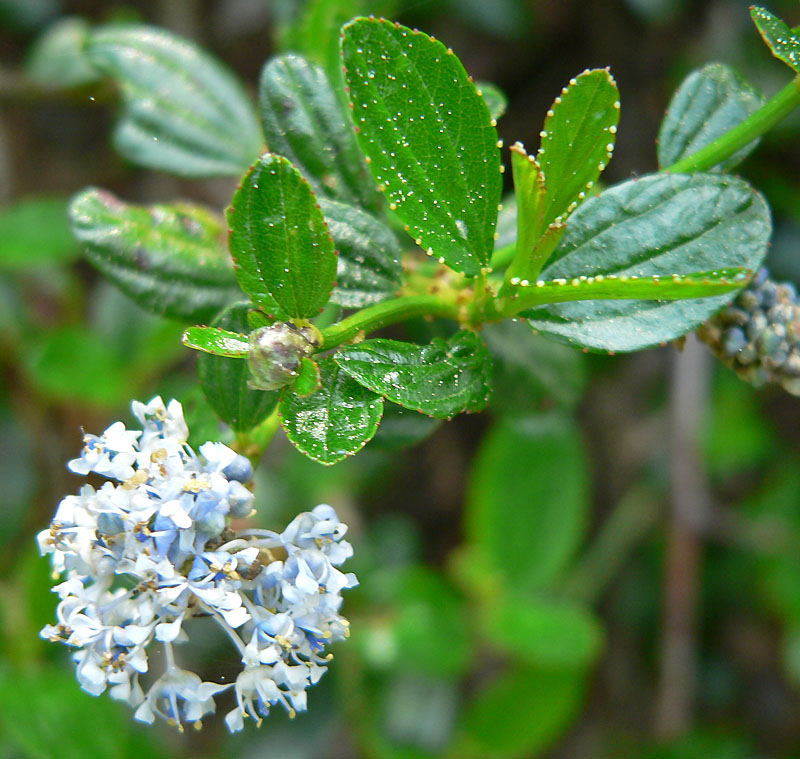
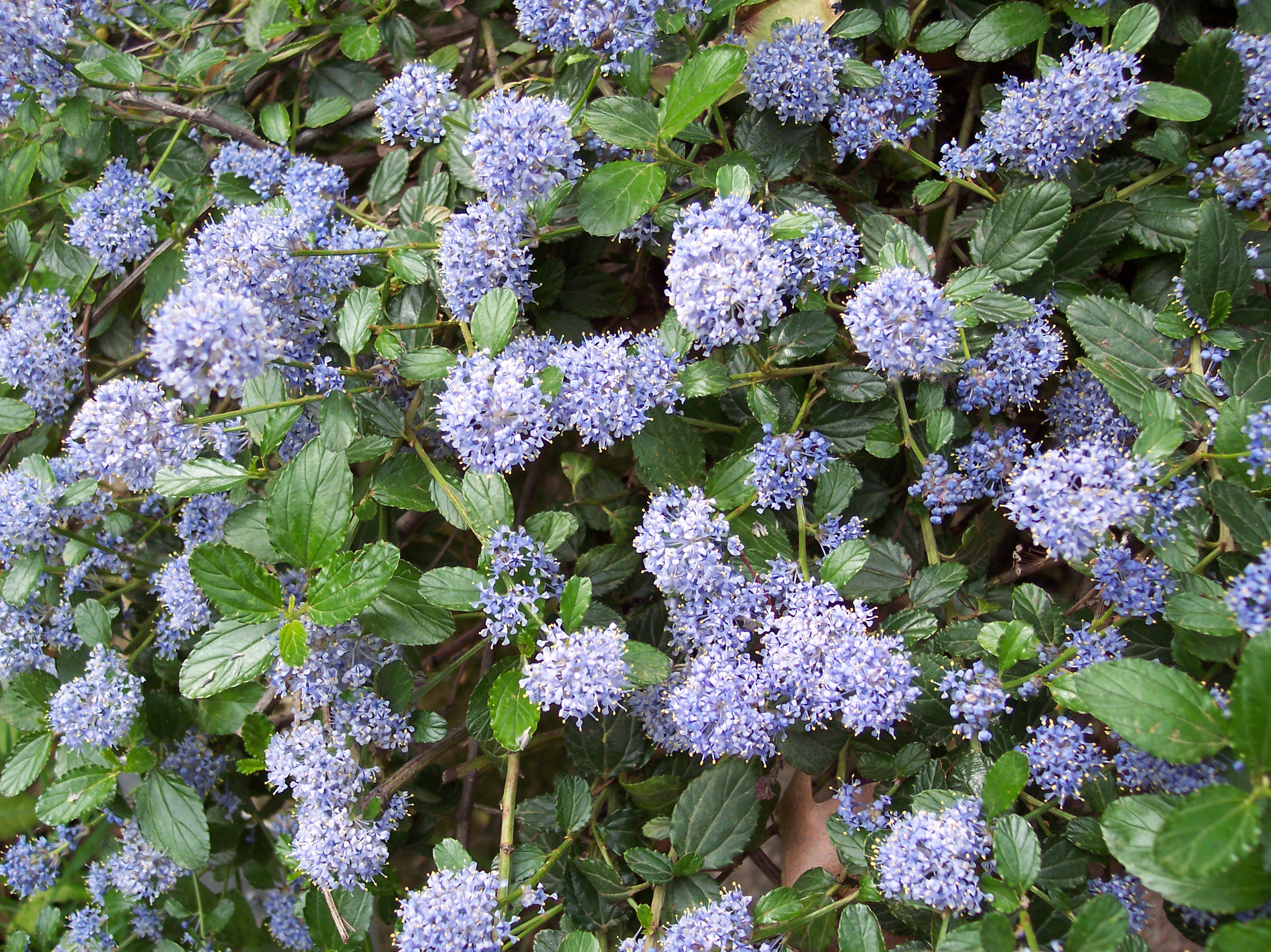
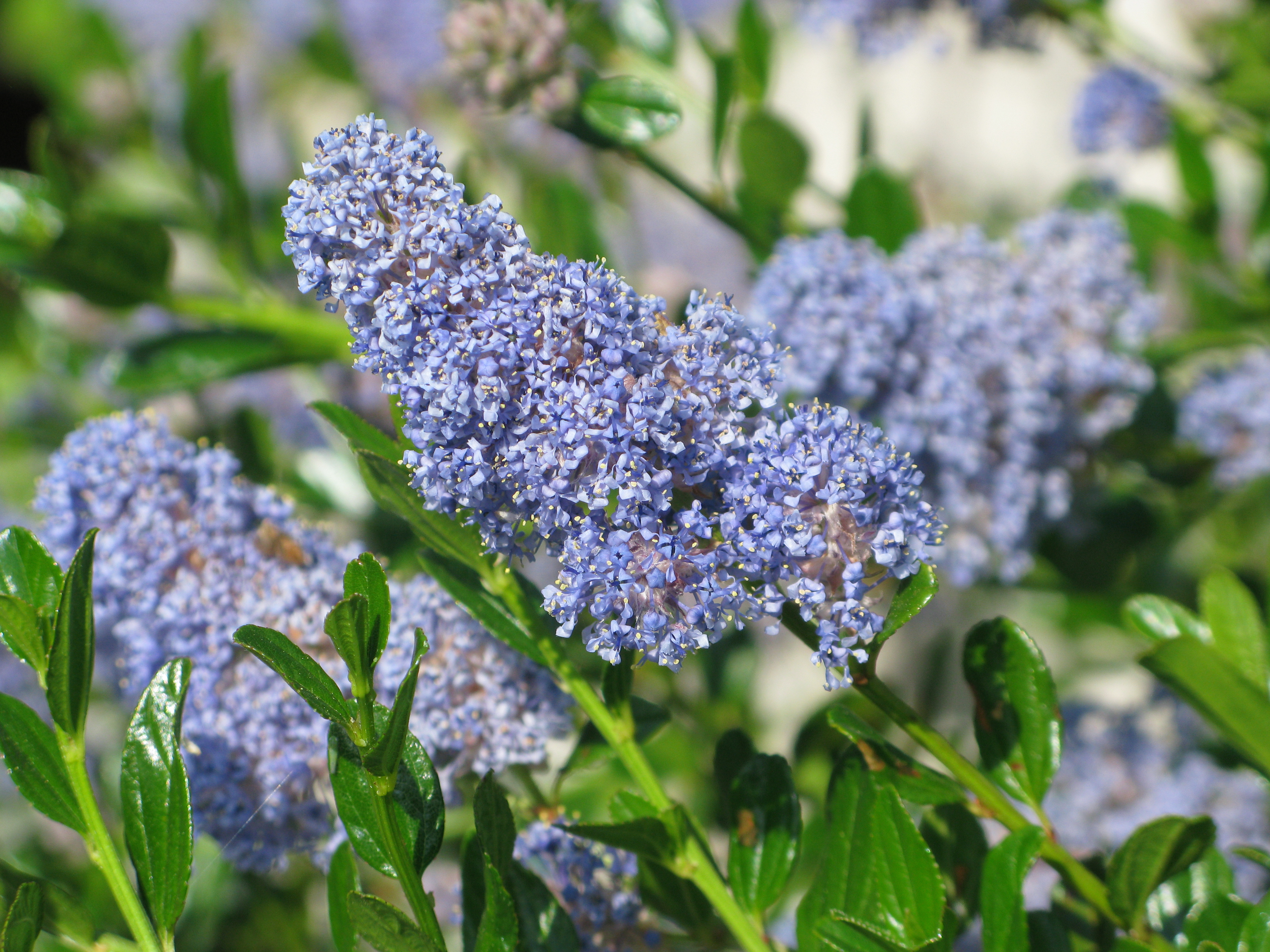
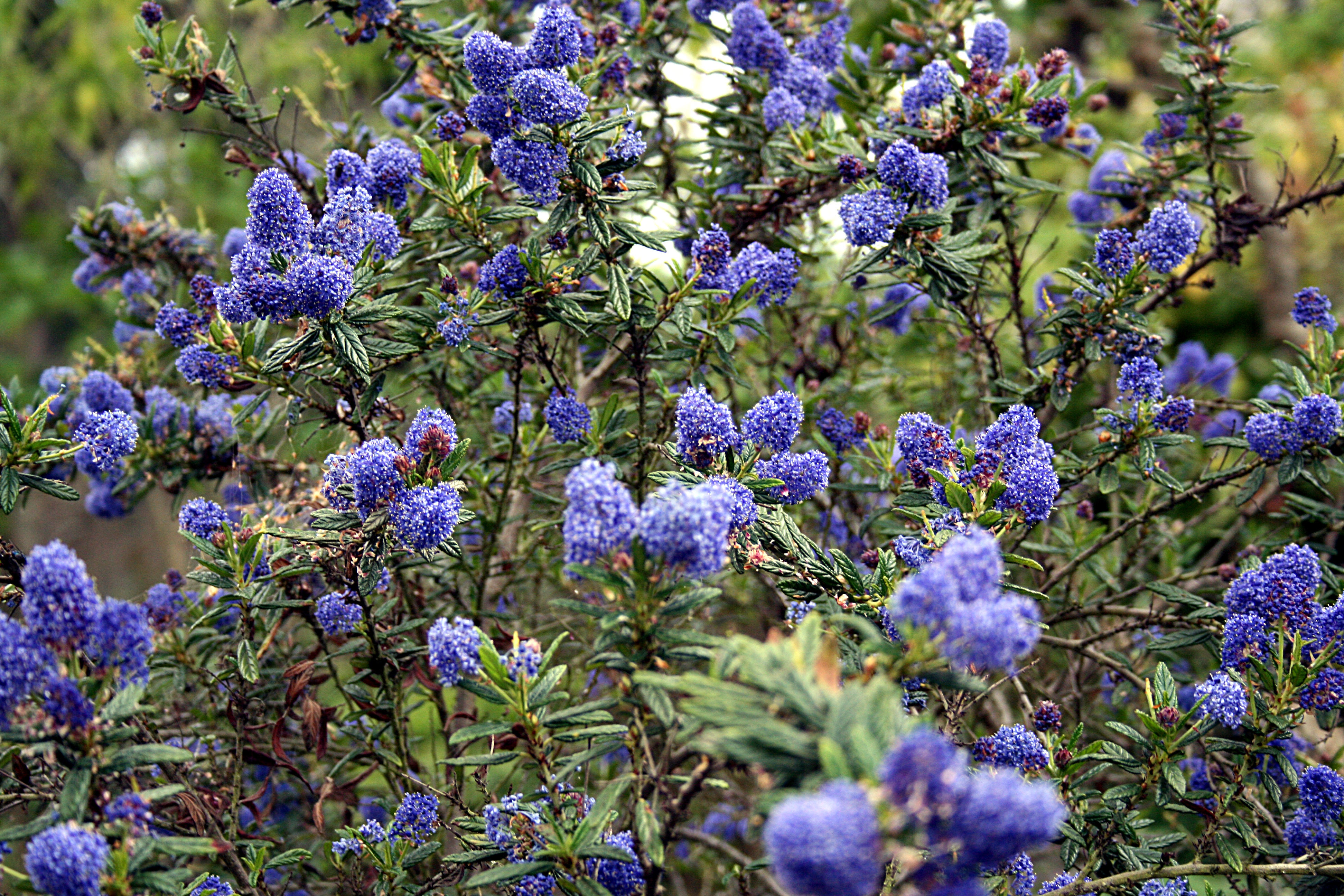
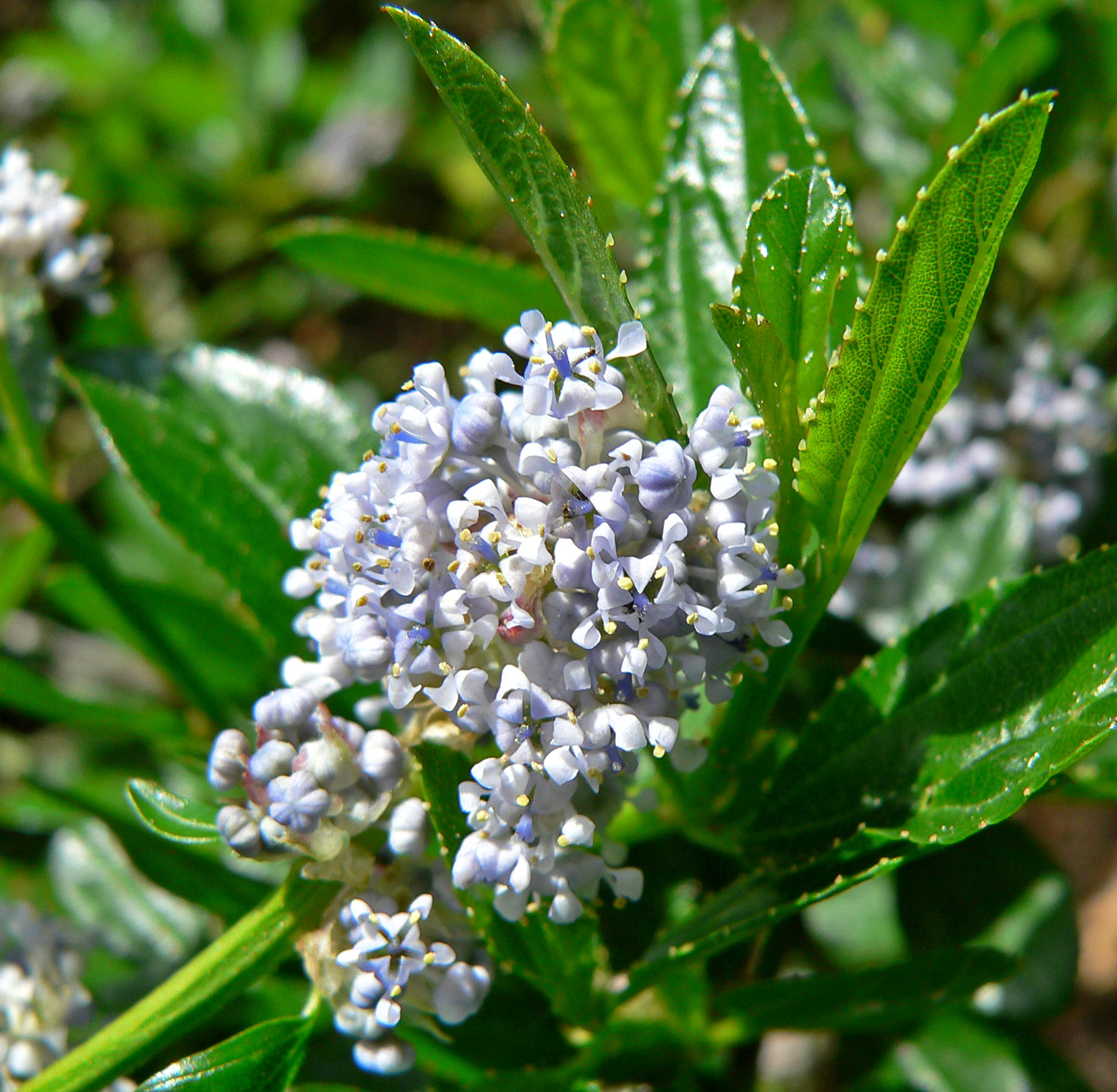
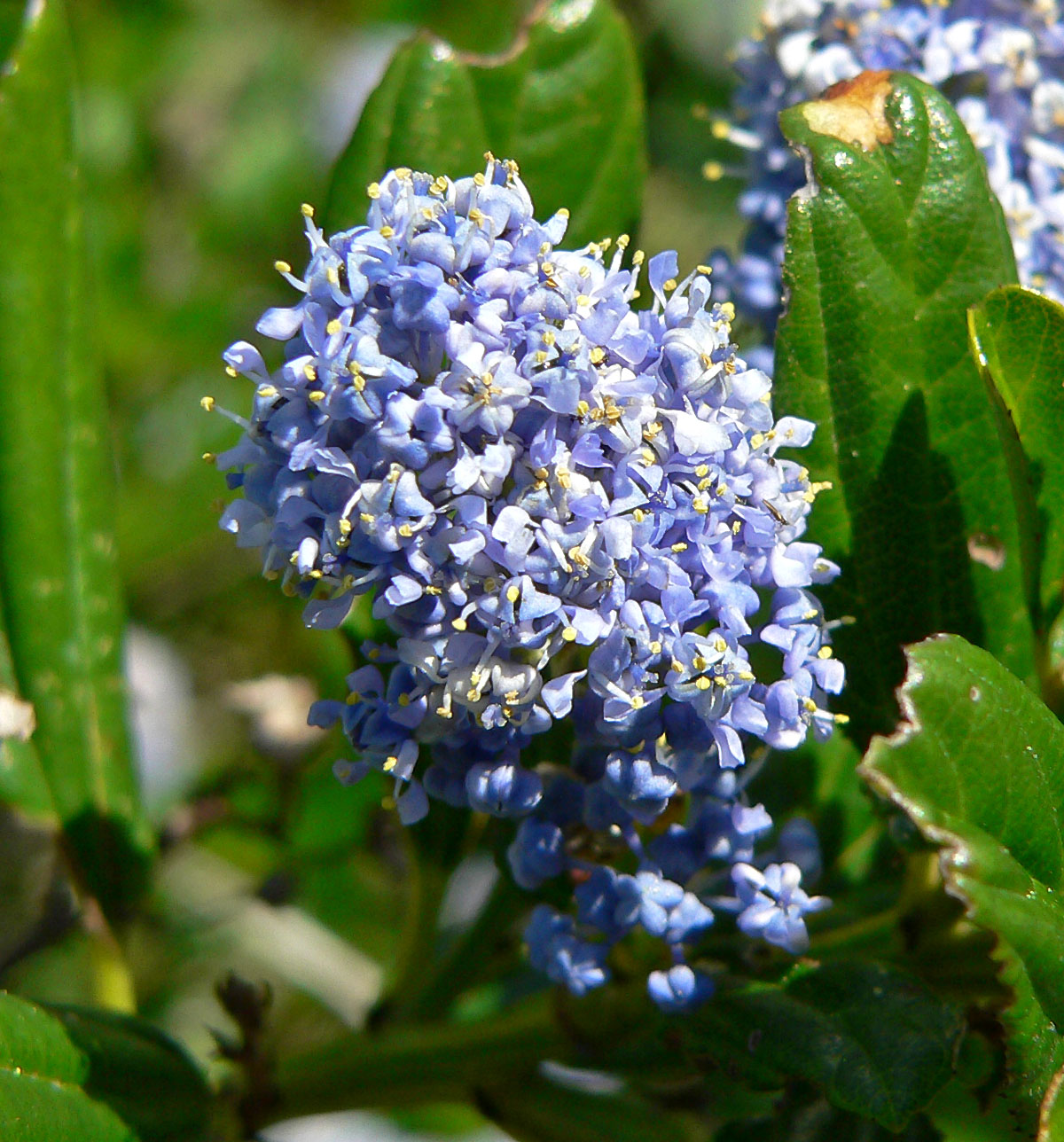